# Richard Ermisch

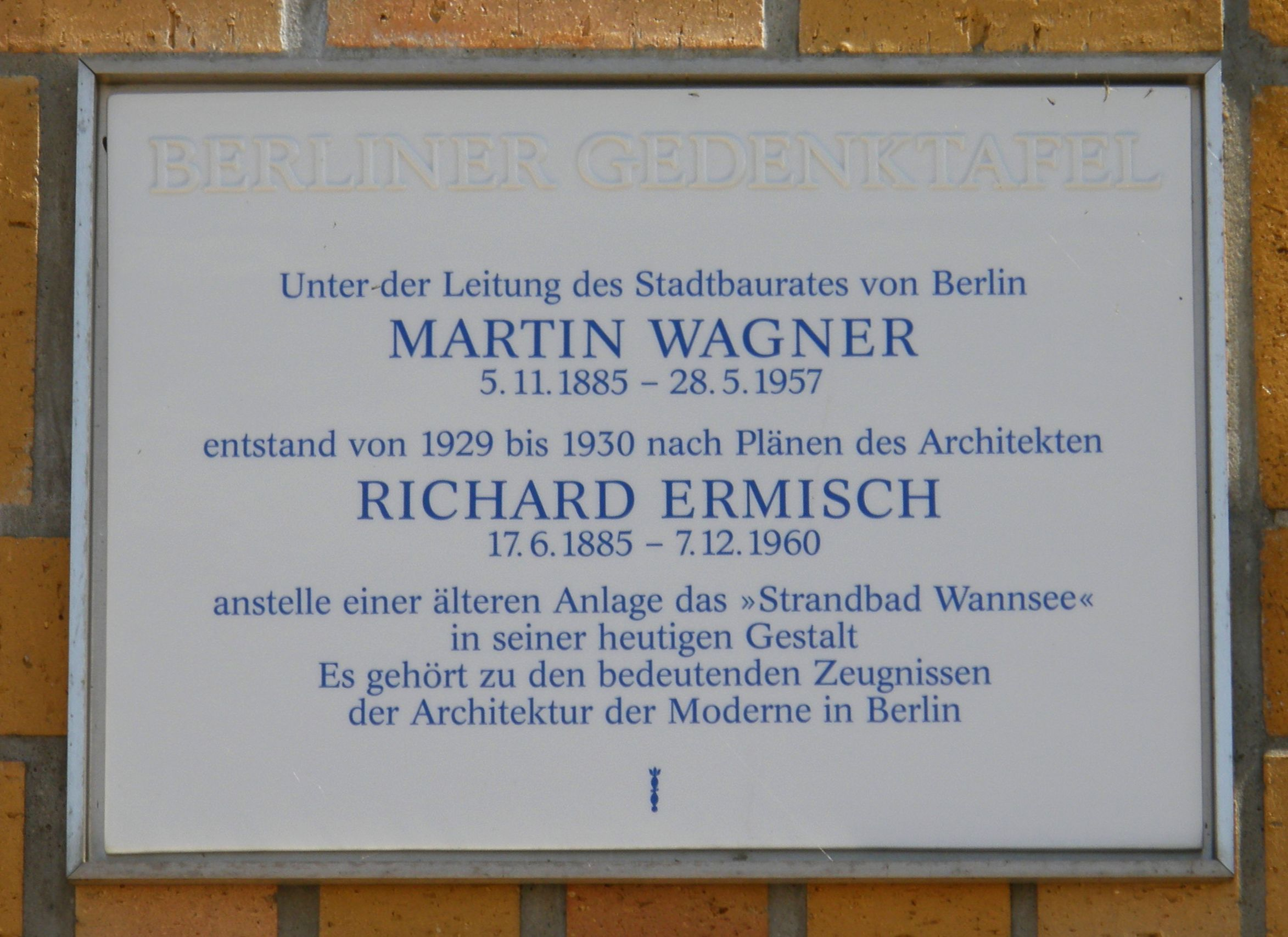
Berliner Gedenktafel für Martin Wagner und Richard Ermisch im Strandbad Wannsee

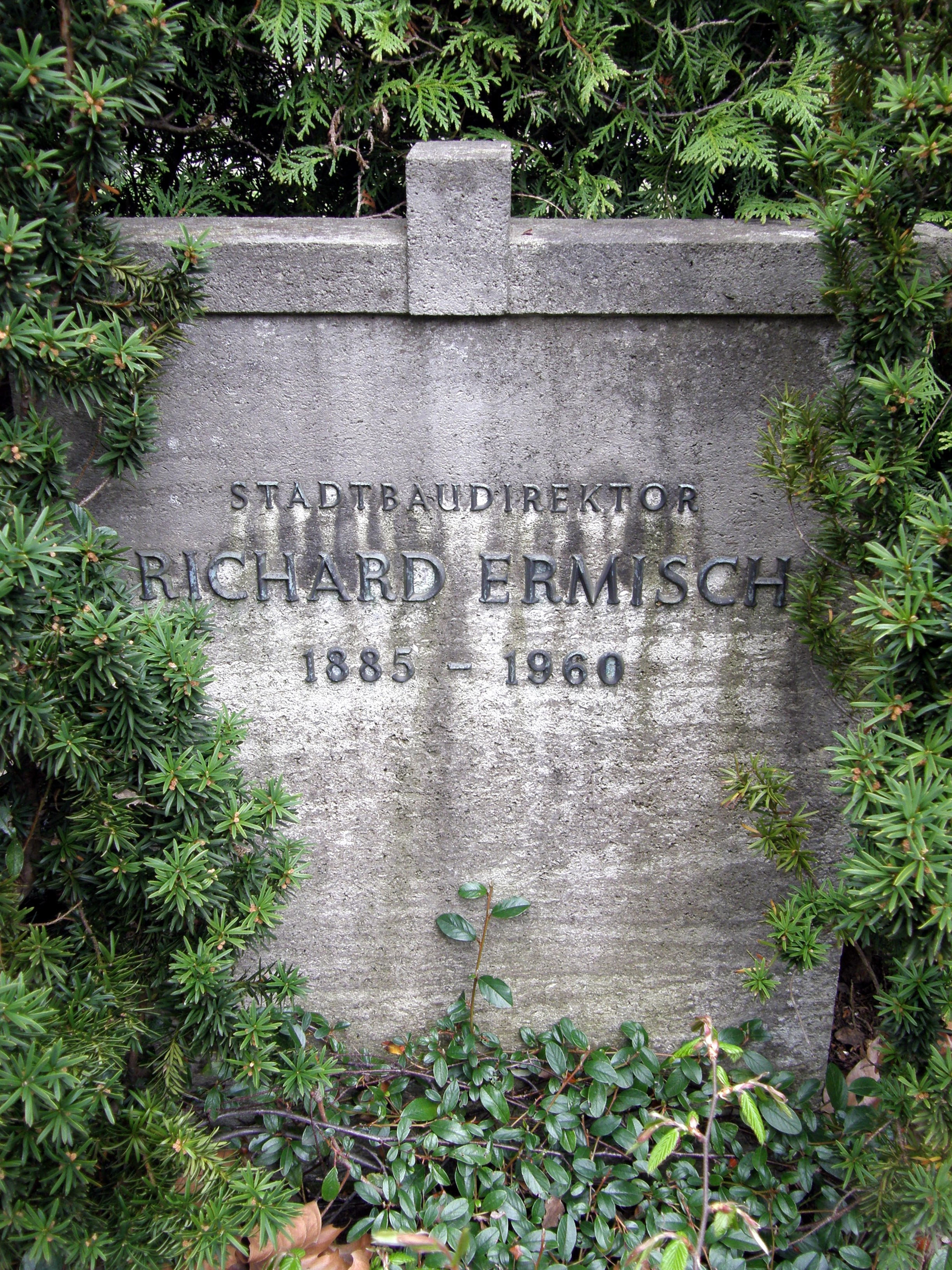
Grab von Richard Ermisch auf dem Friedhof Wilmersdorf

Richard Ermisch (* 17. Juni 1885 in Halle an der Saale; † 7. Dezember 1960 in Berlin; vollständiger Name: Georg Friedrich Richard Ermisch) war ein deutscher Architekt und kommunaler Baubeamter in Berlin.

## Leben
Ermisch war in der kommunalen Bauverwaltung in Berlin tätig, zuletzt im Dienstrang eines Oberbaurats. Er war verantwortlich für zahlreiche städtische Bauten, wie die Haupthalle des Messegeländes, das Rathaus Tiergarten oder das Strandbad Wannsee. Er war der bekannteste Architekt für Berlin-Spandau. Ausführender Bauherr aller Spandauer Wohnbauten war Adolf Steil.
Nach ihm benannt ist die Richard-Ermisch-Straße auf dem Gelände des ehemaligen Zentralvieh- und Schlachthofs im Berliner Ortsteil Prenzlauer Berg. Sein Grab befindet sich auf dem Friedhof Wilmersdorf.

## Bauten
- 1909: Gemeinde-Doppelschule 25/26 in Berlin-Charlottenburg, Sybelstraße 20/21
- 1911–1913: Städtisches Krankenhaus für Geburtshilfe in Berlin-Charlottenburg, Pulsstraße 4–14
- 1912–1914: Lungenheilstätte Waldhaus Charlottenburg in Sommerfeld
- 1923–1924: Wohnblock in Berlin-Wilhelmstadt, Weverstraße 28–33, Földerichstraße 23–25, (Privatauftrag), 60 Wohnungen[1]
- 1925: Wohnbebauung in Berlin-Wilhelmstadt, Adamstraße 29–31, Konkordiastraße 1–15, Weverstraße 34–36, Melanchthonstraße 61–67, 20 Miethäuser, 120 Kleinwohnungen (unter Denkmalschutz)[2]
- 1925–1928: architektonische Gestaltung der Straßenbrücke beim Humboldthafen in Berlin-Moabit, genannt „Hugo-Preuß-Brücke“ (nach 1933 „Admiral-Scheer-Brücke“; kriegszerstört)
- 1926: Planetarium in Berlin-Charlottenburg, Hardenbergplatz (1955 abgebrochen)
- 1926–1927: Mehrfamilienwohnhaus-Blockrandbebauung in Berlin-Spandau, Zeppelinstraße 12–27, 76–110, Merziger Straße 8–9, Falkenseer Chaussee 26–32, 260–265, Pirmasenser Straße 7, 20–22, Buschhütter Weg 1–2 (im Auftrag der Gemeinnützigen Baugesellschaft Adamstraße mbH), ca. 500 Kleinwohnungen (nach 1990 restauriert, unter Denkmalschutz)[3]
- 1926–1927: Mietwohnhaus Steil in Berlin-Spandau, Falkenhagener Straße 37–37b (unter Denkmalschutz)[4]
- 1926–1928: Siedlung Birkenwäldchen in Berlin-Wilhelmstadt (mit Grünanlagen unter Denkmalschutz)[5][6]
- 1926–1930: Kühl- und Gefrierhaus, Fleischgroßmarkthallen II und III, Rinderschlachthaus auf dem Zentralvieh- und Schlachthof in Berlin-Prenzlauer Berg, Landsberger Allee[7]
- 1927–1928 und 1934–1936: verschiedene Gebäude der Schulfarm Insel Scharfenberg in Berlin-Tegel, auf der Insel Scharfenberg im Tegeler See
- 1928–1929: Wohnblock in Berlin-Wilhelmstadt, Sprengelstraße 7–23, Konkordiastraße 25–34, Ulmenstraße 8–14, Wilhelmstraße 134–136 (im Auftrag der Gemeinnützigen Baugesellschaft Adamstraße mbH), 24 Miethäuser, 174 Wohnungen (unter Denkmalschutz)[8]
- 1929–1930: Strandbad Wannsee in Berlin-Nikolassee, Strandbadweg (unter Denkmalschutz)[9]
- 1929–1930: Büro- und Geschäftshaus der Spandauer Bank in Berlin-Spandau, Carl-Schurz-Straße 38 / Markt 1–1A / Marktstraße 5–6 (unter Denkmalschutz)[10]
- 1929–1931: Wohnblock in Berlin-Wilhelmstadt, Betckestraße 5–8d, Weverstraße 4–11e (im Auftrag der Gemeinnützigen Baugesellschaft Adamstraße mbH) (unter Denkmalschutz)
- 1935–1936: Rathaus Tiergarten in Berlin-Moabit, Turmstraße 35 (unter Denkmalschutz)[11]
- 1935–1937: Messehallen unter dem Funkturm in Berlin-Charlottenburg[12]
- 1937–1939: Städtisches Verwaltungsgebäude C (heute Senatsverwaltung für Finanzen) in Berlin-Mitte, Klosterstraße 59[13][14]

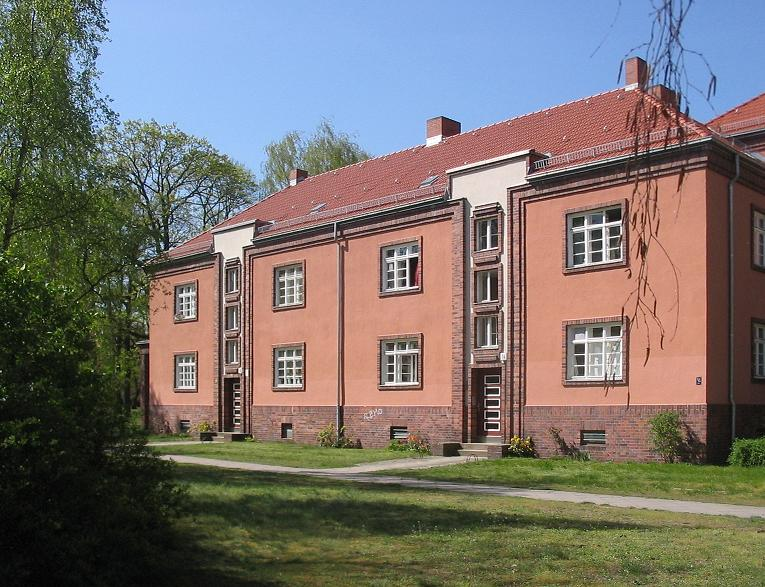
Siedlung Birkenwäldchen in Berlin-Wilhelmstadt
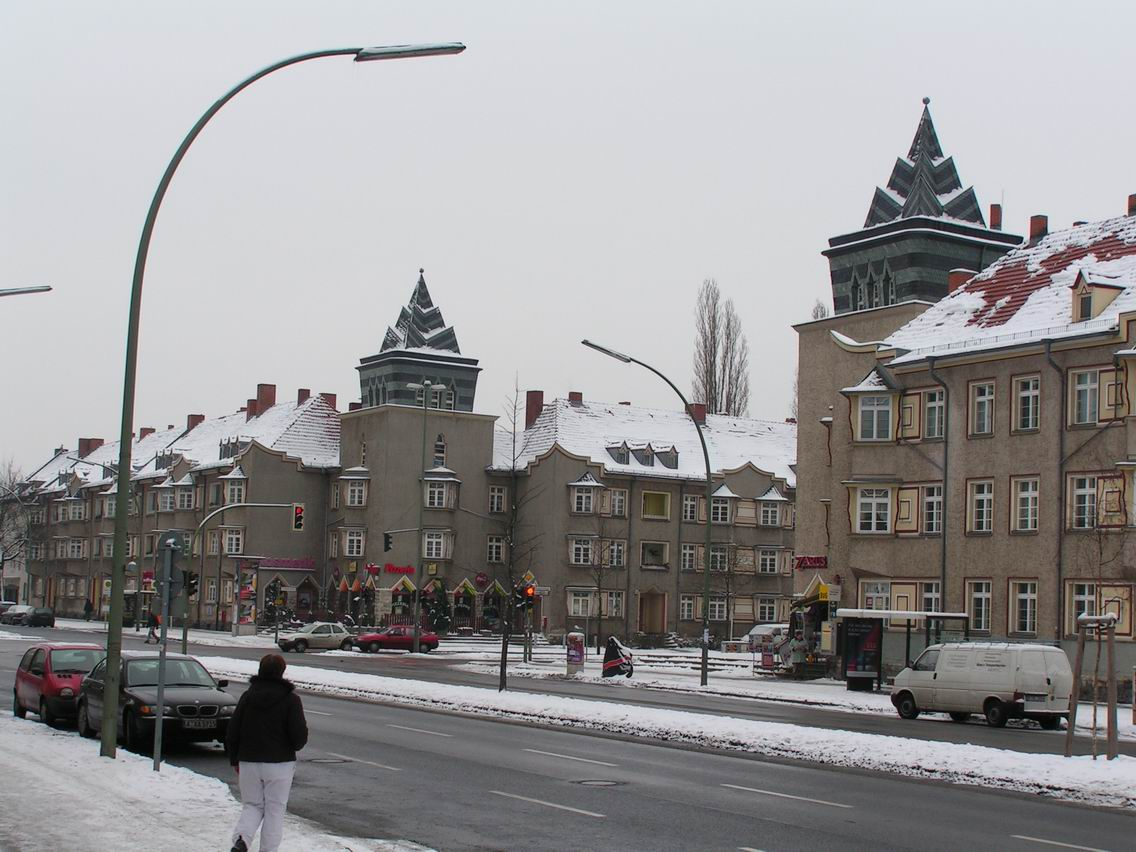
Wohnbebauung an der Zeppelinstraße in Berlin-Spandau
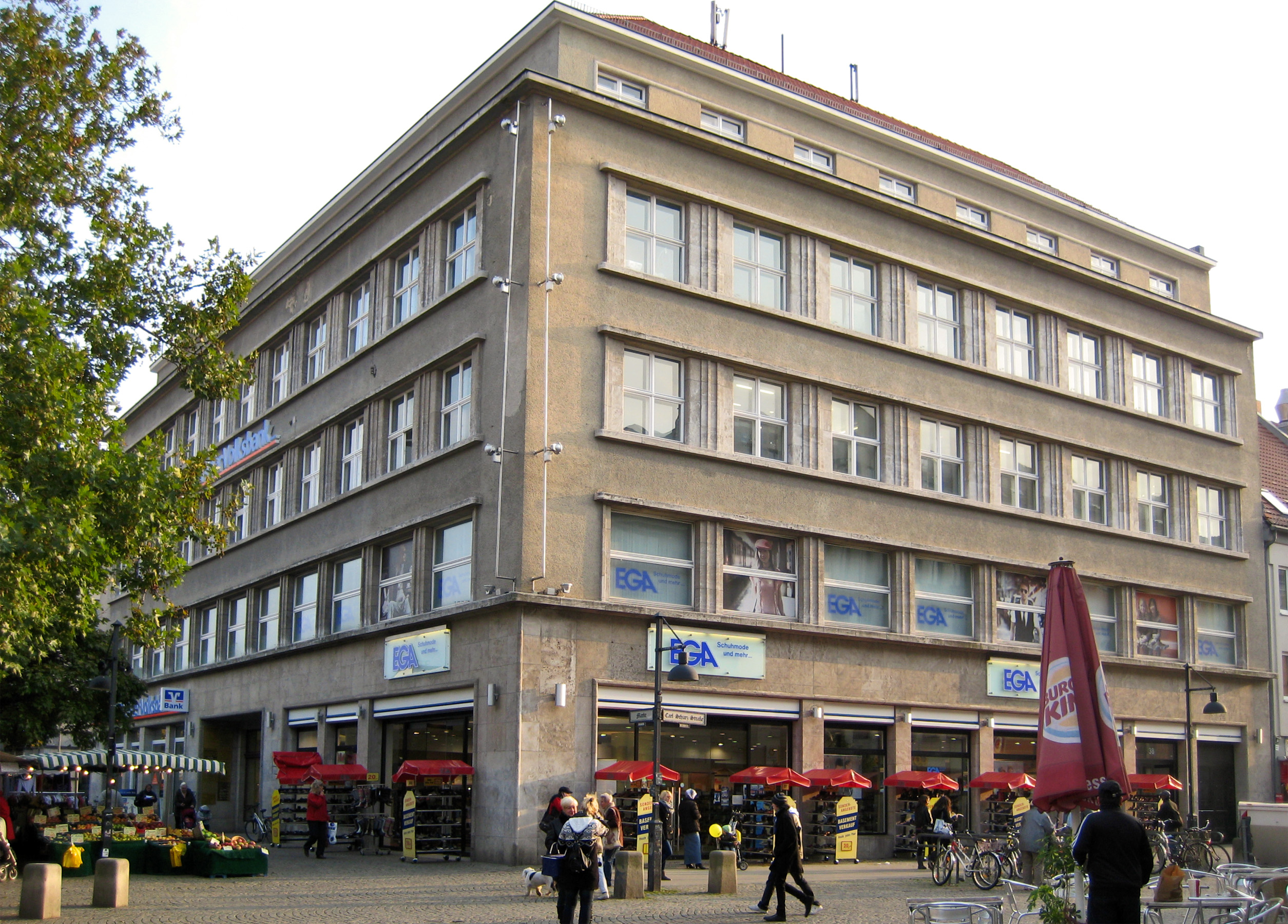
Geschäftshaus Carl-Schurz-Straße / Markt / Marktstraße in Berlin-Spandau
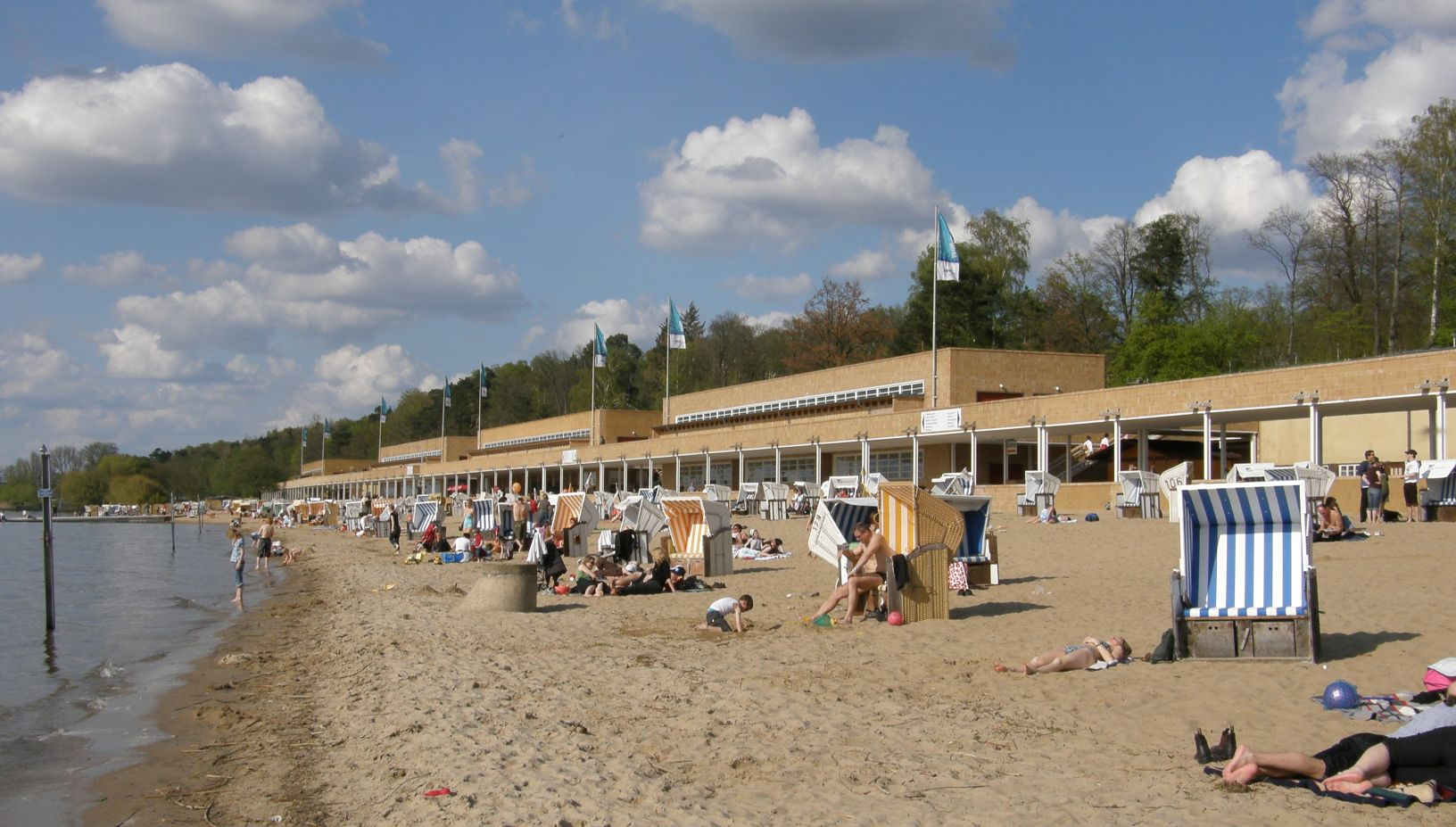
Strandbad Wannsee
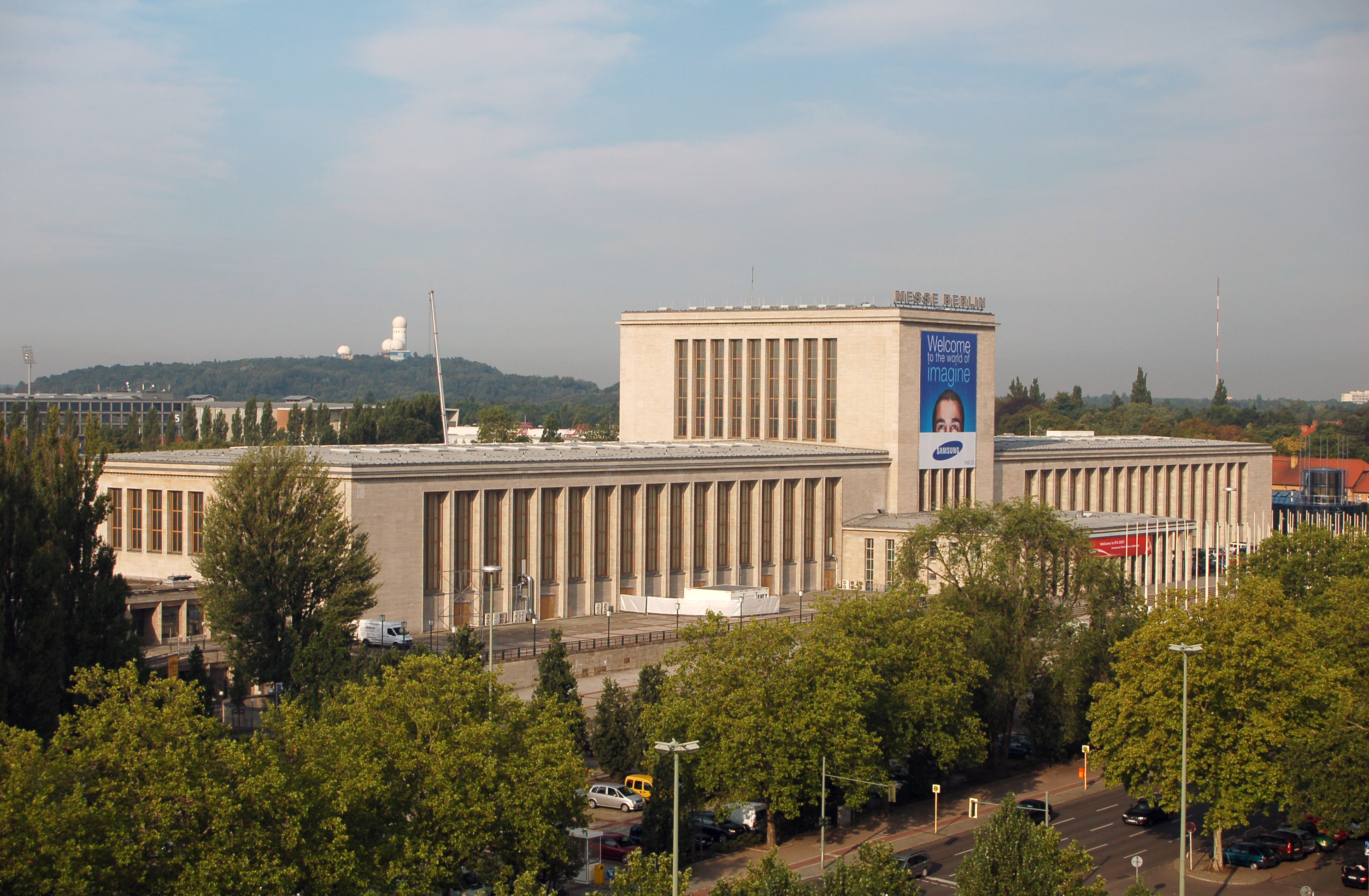
Messehallen unter dem Funkturm in Berlin-Charlottenburg
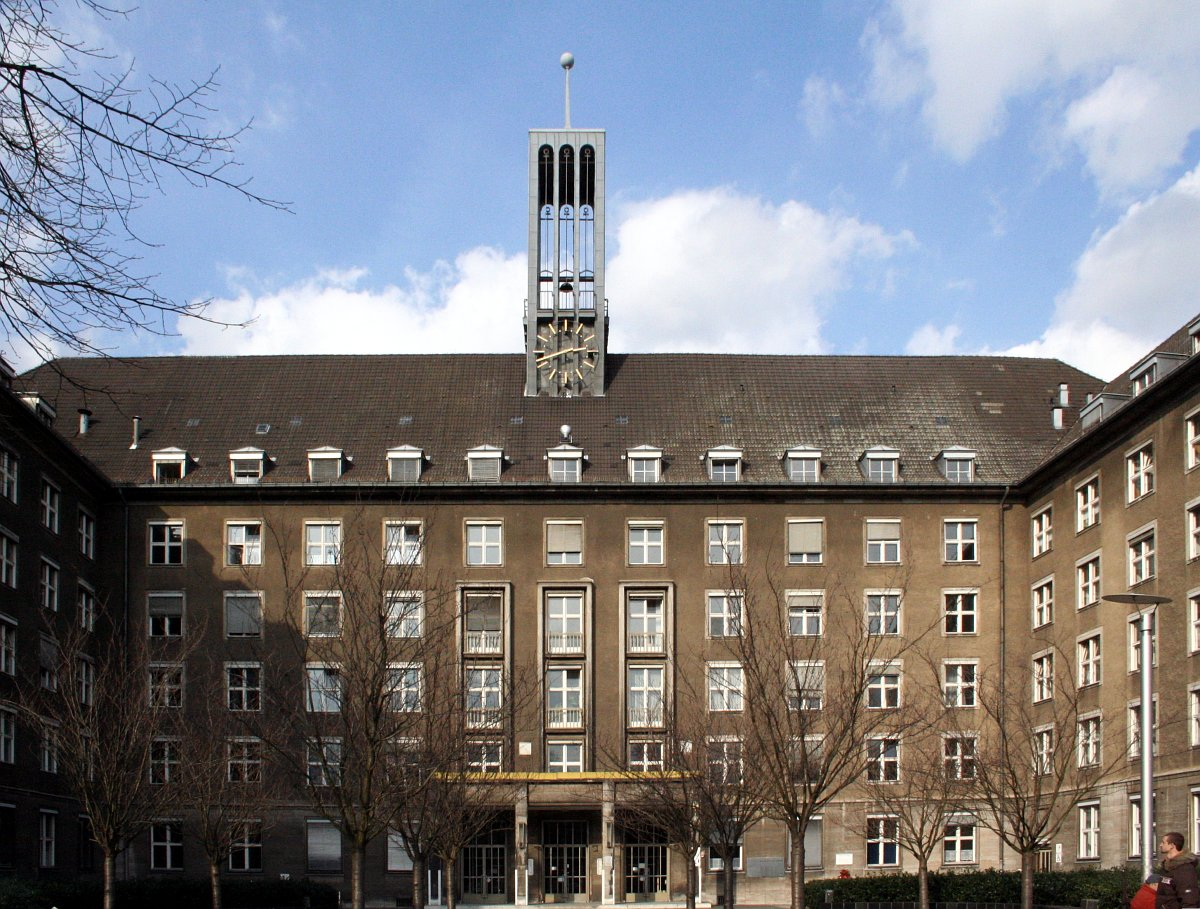
Frontseite des Rathauses Tiergarten